# Protea ongotium
Protea ongotium är en tvåhjärtbladig växtart som beskrevs av John Stanley Beard. Protea ongotium ingår i släktet Protea och familjen Proteaceae. Inga underarter finns listade i Catalogue of Life.